# Pieter Zeeman
Pieter Zeeman (Zonnemaire, Países Bajos, 25 de mayo de 1865-Ámsterdam, 9 de octubre de 1943) fue un físico neerlandés galardonado con el Premio Nobel de Física de 1902 por sus investigaciones sobre el efecto de los campos magnéticos sobre la radiación luminosa.

## Biografía
Tras finalizar sus estudios secundarios, en 1883 se instaló en Delft donde estudió lenguas clásicas, un requisito indispensable para poder ser admitido en la universidad en aquellos momentos.
En 1885 ingresó en la Universidad de Leiden. En el año 1890 consiguió licenciarse y se convirtió en asistente de Lorentz.
Entre 1897 y 1900 impartió clases de física en la misma universidad, fecha en la que ganó la cátedra de física en la Universidad de Ámsterdam. Desde 1908 dirigió el Instituto de Física de la misma ciudad.

### Profesor en Ámsterdam
Gracias a su descubrimiento se le ofreció una plaza docente en la universidad de Ámsterdam en 1897, ganando en 1900 la cátedra de física de esa misma universidad.
En 1908 fue designado director del Instituto de Física de Ámsterdam, rebautizado en 1940 como Laboratorio Zeeman en su honor. En esta nueva posición continuó sus trabajos sobre la influencia del magnetismo, abriendo nuevos campos de estudio para la Teoría de la Relatividad Especial planteada por Albert Einstein y sobre la espectrometría de masas.
Secretario de la Academia Neerlandesa de Artes y Ciencias entre 1912 y 1920, en 1923 se convirtió en profesor emérito de la universidad de Ámsterdam.
Pieter Zeeman murió el 9 de octubre de 1943 en Ámsterdam, siendo enterrado en Haarlem.

## Investigaciones científicas

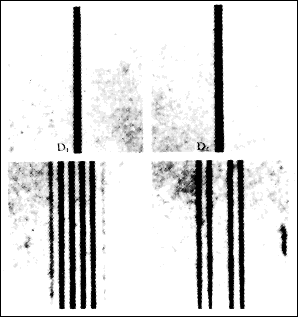
Fotografía tomada por Zeeman sobre el efecto que lleva su nombre.

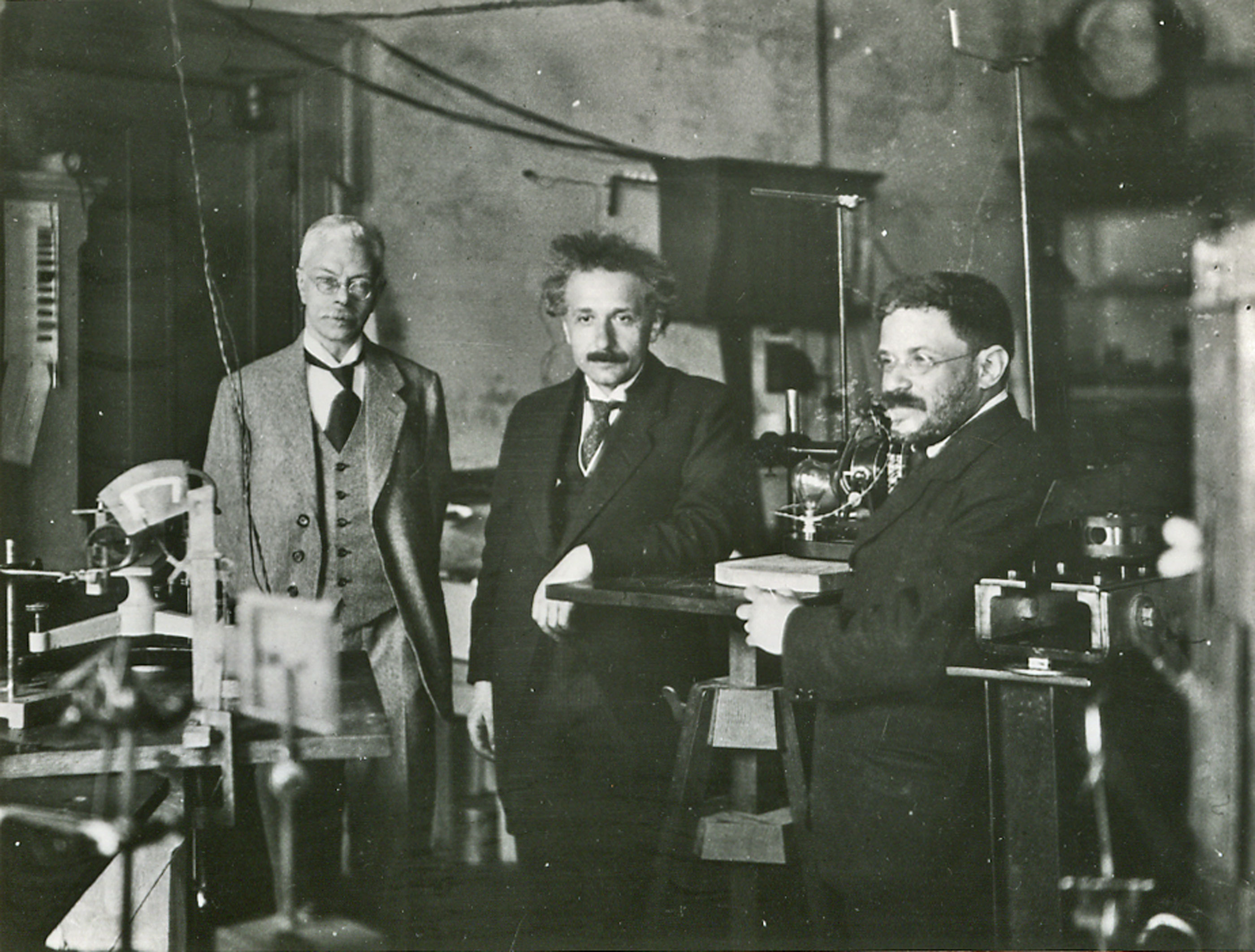
Einstein visitando a Pieter Zeeman en Ámsterdam, con su amigo Paul Ehrenfest alrededor de 1920.

Por indicación del mismo Lorentz, comenzó a investigar el efecto de los campos magnéticos sobre las fuentes de luz. En 1896 descubrió que las líneas espectrales de una fuente luminosa sometidas a un campo magnético fuerte se dividen en diversos componentes, cada uno de los cuales está polarizado, lo que hoy se conoce como efecto Zeeman. Se comprobaban así, experimentalmente, las predicciones de su maestro H. A. Lorentz, suministrando una prueba más a favor de la teoría electromagnética de la luz.
En 1902 Pieter Zeeman fue galardonado, junto con Hendrik Lorentz, con el Premio Nobel de Física por su investigación conjunta sobre la influencia del magnetismo en la radiación, originando la radiación electromagnética.
Ganó la Medalla Matteucci en 1912, la Medalla Henry Draper en 1921, y la Medalla Rumford en 1922.

## Reconocimientos
- En 1970 la UAI decidió en su honor llamarle «Zeeman» a un astroblema lunar.[3]
- En 1991, el astrónomo Freimut Börngen denominó al asteroide (29212) Zeeman en su honor.[4]